# Caroline Baur
Caroline Baur (* 17. April 1994 in Rheinfelden) ist eine Schweizer Rennradfahrerin.

## Laufbahn
Über ihren Bruder kam sie zum Radrennfahren. 2012 wurde sie Erste bei den U19 bei der Berner Rundfahrt, beim U19-Rennen in Albstadt und im Einzelzeitfahren der Juniorinnen bei den Schweizer Nationalmeisterschaft. Im selben Jahr verletzte sie sich am rechten Ellbogen. 2014 bekam sie Angebote von drei Rad-Teams. Sie ging 2015 zum Schweizer Team Bigla. Nach einem Jahr verließ sie das Team und ging in die USA. 2021 zog sie zurück in die Schweiz. 2021 begann sie bei einer zweitklassigen Mannschaft (InstaFund Racing) wieder mit dem Profiradsport. 2022 wechselte die zu Israel Premier Tech Roland Women. 2022 wurde sie Schweizer Strassenmeisterin und startete beim Giro d’Italia Donne und bei der Tour de France Femmes.

## Privates
Kurz nach ihrer Geburt zog die Familie nach Elgg um. Sie absolvierte eine kaufmännische Ausbildung in Wil SG. Sie erwarb das höhere Wirtschaftsdiplom.
Baur war die Schwester des Radrennfahrers Felix Baur. 2013 starb ihr Bruder nach einem Unfall mit einem PKW. Sie ist mit dem US-amerikanischen Radsportler Coreey Davis liiert.

## Erfolge
- Schweizer Meisterin – Strassenrennen